# Fritz Neumark
Pour les articles homonymes, voir Neumark.
Fritz Neumark (né le 20 juillet 1900 à Hanovre et mort le 9 mars 1991 à Baden-Baden) est un économiste allemand.

## Biographie
Après des études poussées jusqu'à l'habilitation à diriger des recherches (1927), Fritz Neumark devient professeur à l'université de Francfort-sur-le-Main. Révoqué en 1933 par le régime nazi pour des raisons racistes (Neumark est juif), il s'exile la même année à Istanbul, où il devient professeur d'économie politique, avec sa femme (non-juive) et leurs deux enfants. Fritz Neumark apprend le turc, non sans difficultés, mais il finit par le maîtriser assez pour enseigner dans cette langue. En 1940, il parvient à faire venir en Turquie sa mère, sa sœur, son beau-frère et sa nièce.
En 1946, Neumark est promu directeur de l'Institut des sciences des finances nouvellement créé à l'université d'Istanbul, et conseiller du ministère turc des Finances, chargé d'inspirer la réorganisation de l'impôt sur le revenu ainsi que de l'impôt sur les sociétés. Il rentre en Allemagne en 1950, redevenant professeur à l'université de Francfort-sur-le-Main. 
Jusqu'à sa mort, il est aussi un spécialiste de la Turquie en Allemagne, consulté par les gouvernements successifs. En 1980, il publie ses Mémoires d'exil, Zuflucht am Bosphorus (« Refuge sur le Bosphore »).

## Distinctions
- Docteur honoris causa de l'université d'Istanbul, en 1965
- Docteur honoris causa de l'université Johann Wolfgang Goethe de Francfort-sur-le-Main
- Docteur honoris causa de l'université libre de Berlin
- Docteur honoris causa de l'université de Göttingen
- Lauréat de la médaille Wilhelm-Leuschner
- Grand commandeur de l'ordre du Mérite de la République fédérale d'Allemagne

## Ouvrages
- Der Reichshaushaltplan. Ein Beitrag zur Lehre vom öffentlichen Haushalt, Iéna, Fischer, 1929.
- Konjunktur und Steuern, 1930.
- Neue Ideologien der Wirtschaftspolitik, Vienne, F. Deuticke, 1936.
- Theorie und Praxis der modernen Einkommensbesteuerung, Berne, Francke, 1947.
- Problèmes des finances publiques de l'après-guerre en Turquie, 1947.
- Genel ekonomi teorisi, Istanbul, Ismail Akgün Matbaası, 1948.
- Principes et fondements de la réforme fiscale turque, 1950.
- Wandlungen in den Auffassungen vom Volkswohlstand, 1964.
- Grundsätze gerechter und ökonomisch rationaler Steuerpolitik, Tübingen, 1970.
- Zuflucht am Bosporus: deutsche Gelehrte, Politiker und Künstler in der Emigration 1933–1953, Francfort, Knecht, 1980.